# Ramipora uralica
Ramipora uralica är en mossdjursart som beskrevs av Elisabeth K. Stuckenberg 1895. Ramipora uralica ingår i släktet Ramipora och familjen Goniocladiidae. Inga underarter finns listade i Catalogue of Life.